# Kawanishi H6K
Kawanishi H6K (яп. 九七式大型飛行艇, летючий човен морський Тип 97) — серійний палубний летючий човен Імперського флоту Японії періоду Другої світової війни.
Кодова назва союзників — «Мейвіс» (англ. Mavis).

## Історія створення

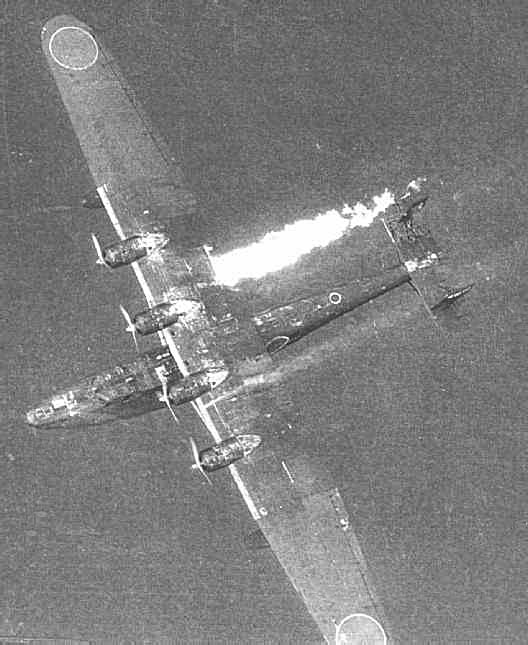
Палаючий H6K

На початку 1933 року командування Імперського Флоту Японії видало специфікацію «8-Shi» конструкторському бюро фірми «Каванісі кокукі» на виготовлення летючого човна. Kawanishi спочатку почала розробляти два окремі літаки: тип «Q» з чотирма двигунами і тип «R» з трьома, обидві моделі були монопланами і інтенсивно тестувались, зокрема в аеродинамічній трубі і в басейні, протягом березня-вересня 1933. Тести і розрахунки показали, що характеристики проектів не задовольняють специфікації, і проекти було відхилено. Але на початку 1934 року командування видало нові специфікації «9-Shi», де було враховано проблеми дизайну попередніх моделей.
Згідно з новими специфікаціями, новий літак мав бути чотиримоторним монопланом з операційною дальністю 4630 кілометрів і крейсерською швидкістю 220 км/год. Головні інженери проекту Сідзуо Кікахура і Йошіо Хашіґучі запропонували модель летючого човна з розміщенням крил типу «парасоль» на обернених V-подібних опорах. Оснащений 9-ти циліндровими двигунами Nakajima Hikari 2 повітряного охолодження потужністю 840 к.с. перший прототип з заводською назвою Type S вперше піднявся в повітря 14 липня 1936 року з пілотом Кацуджі Кондо.
Після перших тестів кабіна була відсунута назад для покращення руху на воді, але більшість інших характеристик були прийнятними і літак був запропонований для тестування флотом вже 25 липня 1936. Флотські випробування теж прийшли успішно, зокрема було відзначено гарну стабільність і керування на воді. Захисне озброєння складалось з трьох 7.7 мм кулеметів «тип 92», по одному в хвостовій, в верхній і в носовій позиціях. При цьому верхня позиція була туреллю, що керувалась дистанційно — це була перша турель такого типу на японських літаках. На зовнішній підвісці літак міг нести до 1000 кг бомб (12×60 кг або 4×250 кг) або 2 800-кг торпеди «Тип 91 модель 1». В 1937 році було виготовлено ще два прототипи, а в 1938 — ще один. Вони відрізнялись тільки невеликим збільшенням ширини крил і деякими змінами в верхній турелі. Для досягнення величезної дальності польоту було знехтувано бронюванням для захисту екіпажу та вузлів літака, а також протектуванням паливних баків.
Після заміни двигунів на 14-ти циліндрові Mitsubishi Kinsei 43 потужністю 1000 к.с. літак був прийнятий на озброєння у січні 1938 році під назвою «Летючий човен морський Тип 97 модель 1» (або H6K1). Відразу після цього літак був запущений в серійне виробництво, серійні машини при цьому отримали позначення H6K2 (офіційна назва «Летючий човен морський Тип 97 модель 11» була прийнята пізніше — в квітні 1940). Серійні моделі (яких виготовили десять штук) майже не відрізнялись від прототипів, окрім двох екземплярів які були модифіковані що б стати прототипами транспортного варіанту. Ще два літаки з своїм номером H6K3 відразу розроблялись як штабний літак. Також були сформовані вимоги на цивільний літак, але флот потребував розвідувального літака тому цей варіант мав низький пріоритет.
Наймасовіша модифікація H6K4 (початкова офіційна назва — «Летючий човен морський Тип 97 модель 2-2») розроблена в 1940 році саме для розвідувальних цілей, мала збільшений запас палива (з 7765 літрів до 13409 літрів), що дало змогу довести тривалість польоту до 25 годин, а дальність до 6000 км. Ця модифікація мала бортові блістери, оснащені кулеметними турелями, але натомість верхня турель була замінена на відкриту вогневу точку. В хвості кулемет було замінено на 20-мм гармату «Тип 99 модель 1» з боєкомплектом 432 снаряди. В серпні 1941 року вийшла модель 2-3 з потужнішими двигунами Mitsubishi Kinsei 46. Згодом всі ці літаки отримали назву «Летючий човен морський Тип 97 модель 22».
Для попередження проблем з Kawanishi H8K в якості експерименту на 119-тий серійний H6K було встановлено двигуни Mitsubishi Kinsei 53 потужністю 1300 к.с., а також замінено відкрита кулеметна позиція на носі на повноцінну турель. Дана модифікація показала себе успішно, і на її основі почали виготовляти серійні машини з номером H6K5. До початку повноцінного виробництва H8K було виготовлено 36 H6K5.
Після налагодження виробництва H6K4 Kawanishi повернулась до виготовлення транспортного варіанту. Транспортний варіант, прийнятий на озброєння під назвою «Транспортний летючий човен морський Тип 97» (або H6K2-L), не був модифікацією H6K2 як може здатися з назви, а базувався на H6K4. З літака було знято все озброєння, а всередині фюзеляжу було створено умови для перевезення вантажу і восьми пасажирів. З заміною двигуна на Mitsubishi Kinsei 46 транспортний варіант нарешті отримав логічну назву H6K4-L.
Всього було збудовано 215 (за іншими даними, 217.) літаків всіх модифікацій.

## Тактико-технічні характеристики
|                               | H6K2                         | H6K2-L                       | H6K4                         | H6K5                         |
| ----------------------------- | ---------------------------- | ---------------------------- | ---------------------------- | ---------------------------- |
| Екіпаж                        | 9 осіб                       | 8 осіб                       | 9 осіб                       | 9 осіб                       |
| Довжина                       | 25,625 м                     | 24,9 м                       | 25,625 м                     | 25,625 м                     |
| Висота                        | 6,27 м                       | 6,27 м                       | 6,27 м                       | 6,27 м                       |
| Розмах крил                   | 40 м                         | 40 м                         | 40 м                         | 40 м                         |
| Площа крил                    | 170 м ²                      | 170 м ²                      | 170 м ²                      | 170 м ²                      |
| Маса пустого                  | 10 340 кг                    | 12 025 кг                    | 11 707 кг                    | 12 380 кг                    |
| Маса спорядженого             | 16 000 кг                    | 17 100 кг                    | 17 000 кг                    | 17 500 кг                    |
| Максимальна злітна маса       | -                            | 23 000 кг                    | 21 500 кг                    | 23 000 кг                    |
| Навантаження на крило         | 94.1 кг/м²                   | 100.6 кг/м²                  | 100 кг/м²                    | 102.9 кг/м²                  |
| Двигуни                       | 4 х Mitsubishi Kinsei 43     | 4 х Mitsubishi Kinsei 43     | 4 х Mitsubishi Kinsei 43/46  | 4 х Mitsubishi Kinsei 51/53  |
| Потужність                    | 4 x 1 000 к. с.              | 4 x 1 000 к. с.              | 4 x 1 000 к. с.              | 4 x 1 300 к. с.              |
| Питома потужність             | 4 кг/к.с.                    | 4,3 кг/к.с.                  | 4,3 кг/к.с.                  | 3,4 кг/к.с.                  |
| Максимальна швидкість         | 332 км/г (на висоті 2 100 м) | 333 км/г (на висоті 2 610 м) | 340 км/г (на висоті 4 000 м) | 385 км/г (на висоті 6 000 м) |
| Крейсерська швидкість         | -                            | 240 км/год                   | 222 км/год                   | 260 км/год                   |
| Практична дальність польоту   | 4 130 км                     | 4 330 км                     | 4 800 км                     | 4 940 км                     |
| Максимальна дальність польоту | -                            | -                            | 6 080 км                     | 6 770 км                     |
| Практична стеля               | 7 600 м                      | -                            | 9 610 м                      | 9 570 м                      |
| Час набору висоти             | 5000 м за 13 хв. 58 с.       | -                            | 5000 м за 13 хв. 31 с        | 5000 м за 13 хв. 23 с.       |

### Озброєння
- H6K1 і H6K2:
  - Кулеметне:3×7,7 мм кулемети «Тип 92»
- H6K4 і H6K5:
  - Кулеметне:4×7,7 мм кулемети «Тип 92»
  - Гарматне: 1×20-мм гармата «Тип 99»
- Бомбове навантаження:
  - 2× 800 кг торпеди або
  - до 1000 кг бомб

## Модифікації

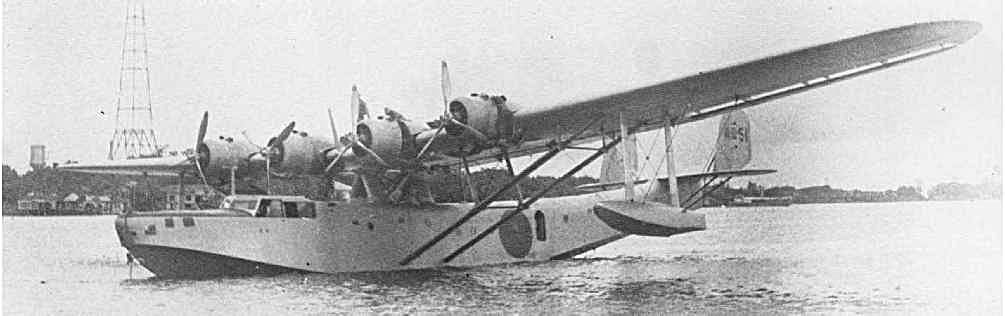
Транспортний варіант H6K2-L. Помітно відсутність будь-якого захисного озброєння.

- H6K1 — допрацювання дослідних взірців під двигуни Nakajima Hikari 2; озброєння — 3 х 7,7-мм кулемети; 2 800-кг торпеди або до 1000 кг бомб (4 екз.);
- H6K2 — перші серійні літаки з допрацьованим обладнанням і двигунами Mitsubishi Kinsei 43 (10 екз.);
- H6K2-L — пасажирський (транспортний) літак без озброєння (16 екз.);
- H6K3 — штабний літак на базі H6K2 (2 екз.);
- H6K4 — перша масова модифікація; двигуни Mitsubishi Kinsei 43 (з серпня 1941 р. — Mitsubishi Kinsei 46). Введені бортові блістери, продовжена хвостова частина, знята верхня турель (від 100 до 127 екз.);
- H6K4-L — військово-транспортний літак без озброєння (20 екз. збудовано, 2 переобладнано з H6K4)
- H6K5 — модифікація з двигунами Mitsubishi Kinsei 51 або 53; озброєння — 4 х 7,7-мм кулемети, 1 х 20-мм гармата (змонтована турель над пілотською кабіною); з кінця 1942 оснащувались РЛС (36 екз.) ;

## Історія використання
Літаки Kawanishi H6K брали участь у Японсько-китайській війні. На початку війни на Тихому океані вони базувались в Японії, на Маршаллових та Каролінських островах. Почали бойові дії нальотом на острів Вейк 11 грудня 1941 року.
Брали участь у захопленні Філіппін та Індонезії.
31 грудня 1941 року потопили авіатендер «Герон». З січня 1942 року здійснювали систематичні нальоти на Рабаул.
З квітня 1942 року Kawanishi H6K почали патрулювання Індійського океану. Займались дальньою розвідкою, супроводженням конвоїв, пошуком підводних човнів, завдавали бомбових ударів, вели рятувальні роботи.
Від початку 1944 року старіші модифікації перероблялись для транспортних цілей. Остання велика операція, де брали участь Kawanishi H6K — оборона Тайваню в жовтні 1944 року.
Літаки Kawanishi H6K зняли з виробництва на початку 1942 року, коли був прийнятий на озброєння новий літак Kawanishi H8K; з озброєння їх почали знімати на початку 1944 року і повністю вивели з бойових частин до квітня 1945 року.

## Оператори
Японська імперія
- Авіація імперського флоту Японії
  - 8-ий авіазагін ВПС
  - 14-ий авіазагін ВПС
  - 801-ий авіазагін ВПС
  - Авіазагін Токо
  - Авіазагін Йокохама

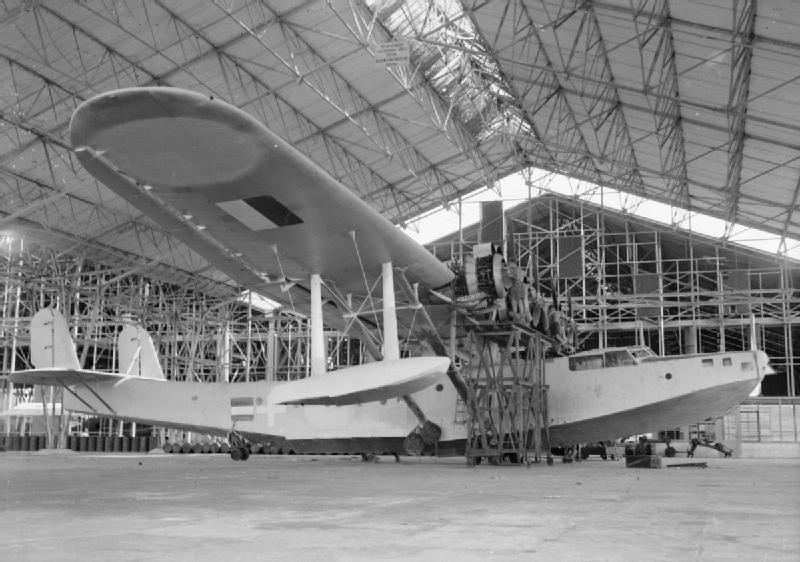
Інженер королівських повітряних сил перевіряє двигуни H6K перед тестовим польотом в Сурабаї. На хвості нанесено прапор Індонезії (мабуть повстанцями), і одна додаткова синя смуга що сформували прапор Нідерландів.

- Авіалінії Японської Імперії[en]
  - Проводились рейси Йокогама-Сайпан-Палау-Тимор; Сайгон-Бангкок; Сайпан-Трук-Понпеї-Джалуйт

 Індонезія
- Національна армія Індонезії